# Палеодемографія
Палеодемографія — розділ демографії та демографії історичної, що вивчає самовідтворення народонаселення, використовуючи як основне статистичне джерело палеодемостатистичні матеріали. Палеодемостатистика надає, головним чином, дані про вік та стать померлих. Такими можуть бути статистично достовірні матеріали палеоантропологічних визначень статі й віку, досліджень епітафій, записів у церковних чи цвинтарних книгах, давніх актів громадянського стану, етнографічних спостережень, себто т. зв. смертних списків. Особливості використання смертних списків потребують критики як із точки зору демографічної, так і історичної наук, становлять суть палеодемографічної критики джерел. Уперше метод смертних списків для побудови таблиць смертності та середньої очікуваної тривалості життя був використаний англійцями Д.Граунтом (1620—72), В.Петти (1623—87) та Е.Галлеєм (1656—1742) переважно за матеріалами бюлетенів смертності. Угорські вчені Д.Ачаді та Я.Немешкері на основі численних, але розрізнених палеоантропологічних визначень статі та віку з різних країн світу удосконалили метод смертних списків, зробили важливі теоретичні спостереження. Дослідженнями палеодемографів московської школи В.Алексєєва, В.Федосової, М.Меднікової було порушене питання про невідповідність показників середньої тривалості життя, що отримані методом смертних списків, аналогічним показникам, отриманим сучасним т. зв. демографічним методом з використанням даних про реальне населення, а також було зроблено висновок про П. як самостійну наукову дисципліну з особливими джерелами, методами й завданнями.